# Maserati Biturbo 420
Der Maserati Biturbo 420 und die weiterentwickelten Versionen 420 S, 420 i und 420 Si sind viertürige Limousinen des italienischen Sportwagenherstellers Maserati, die von 1985 bis 1988 im Programm standen. Maserati baute die Fahrzeuge auf der Technik des zweitürigen Coupés Biturbo auf. Die ausschließlich für den italienischen Markt bestimmten 420-Modelle ergänzten den bereits zwei Jahre zuvor präsentierten Maserati Biturbo 425, der einen größeren Motor hatte und in erster Linie exportiert wurde. Die 420-Baureihe ist Teil der umfangreichen Biturbo-Familie.

## Entstehungsgeschichte
Nachdem Alejandro De Tomaso 1975 Maserati übernommen hatte, verfolgte er die Idee, das Unternehmen, das bislang nur hochwertige, sehr teure Sportwagen in Handarbeit produziert hatte, als Serienhersteller etablieren. Dafür mussten künftige Modelle deutlich günstiger sein als die bisherigen Sportwagen. De Tomasos Konzept sah deshalb ein kompaktes, automatisiert gefertigtes Fahrzeug vor, das von einem vergleichsweise kleinen Motor angetrieben wurde. Damit reagierte Maserati auf die italienische Steuergesetzgebung, die Automobile mit einem Hubraum von 2000 cm³ und mehr mit einer Umsatzsteuer von 38 Prozent statt 19 Prozent belegte. Auf dieser Grundlage entstand der Maserati Biturbo, der nach dreijähriger Entwicklungszeit im Dezember 1981 öffentlich präsentiert wurde. Er hatte einen knapp 2,0 Liter großen Sechszylindermotor, der zur Leistungssteigerung mit zwei Turboladern ausgestattet war. Auf Exportmärkten bot Maserati allerdings ab 1983 eine auf 2,5 Liter Hubraum vergrößerte Version an. Sowohl die Export- als auch die Italienversion des Biturbo entwickelte der Hersteller in den folgenden Jahren schrittweise weiter: 1983 stellte Maserati beiden Versionen eine leistungsgesteigerte S-Variante zur Seite (Biturbo S für Italien, Biturbo ES für den Export); ab 1986 wurde schließlich anstelle der veralteten Vergaser eine elektronisch gesteuerte Benzineinspritzung eingebaut. Die Einspritzmodelle erhielten die Zusatzbezeichnung „i“ (für iniezione).
Ende 1983 ergänzte Maserati die bis dahin nur aus zweitürigen Coupés bestehende Baureihe um eine viertürige Limousine und nutzte dazu die – verlängerte – Bodengruppe des zweitürigen Coupés mit dessen Antriebstechnik. Die Karosserie war der des Coupés ähnlich, hatte aber keine gleichen Teile. Das viertürige Modell erschien zunächst nur als Exportmodell Biturbo 425 mit der 2,5 Liter großen Variante des Sechszylindermotors, denn Maserati war der Ansicht, dass der größere und geringfügig stärkere 2,5-Liter-Motor besser zum höheren Gewicht der Limousine passe. Erst 1985 ergänzte Maserati die Palette der Limousinen um eine 2,0-Liter-Version für den italienischen Markt. Die italienische 420-Baureihe war vielseitiger als die Exportvariante 425. Während Maserati auf den außeritalienischen Märkten nur eine Leistungsstufe des 2,5-Liter-Motors anbot, gab es in Italien sowohl für die Vergaser- als auch die Einspritzversion eine Basismotorisierung sowie eine leistungsstärkere S-Version. Die Motorisierung des Biturbo 420 entsprach daher der des zweitürigen Biturbo-Coupés in der Italien-Ausführung.
Mit Ablauf des Modelljahrs 1987 stellte Maserati die Produktion des Biturbo 420 wie auch die des Biturbo-Coupés ein. An die Stelle des Coupés trat auf dem italienischen Markt der Maserati 222, als dessen viertürige Versionen der 422 und der 4.18 die Nachfolge des Biturbo 420 antraten. Sie verzichteten alle auf die Modellbezeichnung Biturbo, die in den zurückliegenden Jahren aufgrund zahlreicher Qualitätsmängel in Verruf gekommen war. Beim 422 wurde die Antriebseinheit des bisherigen Sportmodells 420 Si zur Basismotorisierung. 

## Modellbeschreibung
Der Biturbo 420 war äußerlich und mit Ausnahme der Motorisierung auch technisch identisch mit dem 1983 vorgestellten Biturbo 425. Die stilistischen Änderungen, die Maserati 1985 beim Coupé eingeführt hatte und dort in der Modellbezeichnung Biturbo II Niederschlag gefunden hatten, waren bei allen 420-Limousinen von Anfang an Teil der Serienausstattung. Einen Zusatz „II“ gab es bei den 420-Limousinen daher nicht.

### Plattform und Karosserie

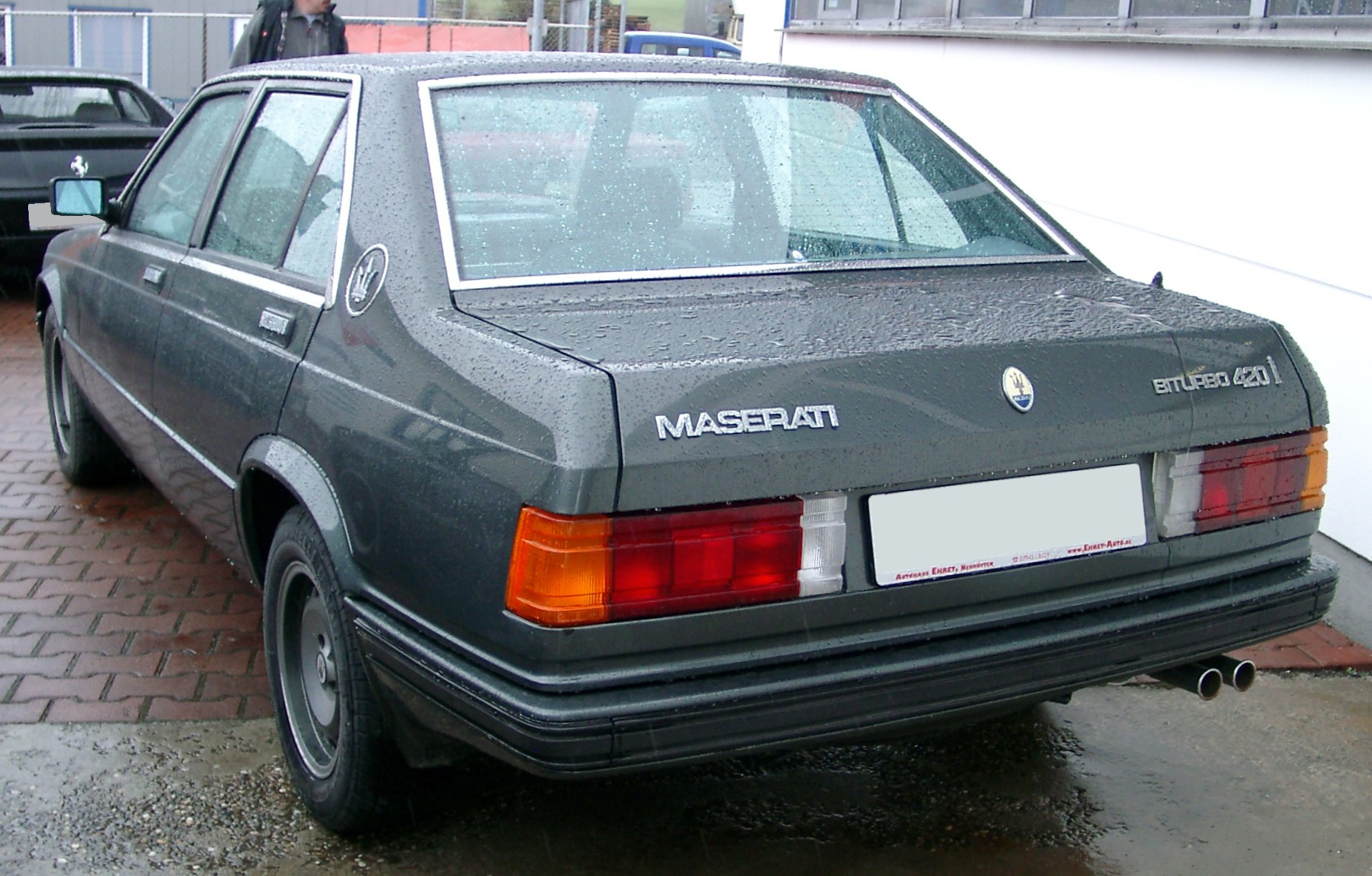
Maserati 420: Hohe Heckpartie

Der Biturbo 420 nutzte wie schon der 425 die verlängerte Plattform des 1981 vorgestellten Biturbo Coupé. Allerdings war der Radstand um 85 mm auf 2600 mm verlängert worden. Die Limousine war etwa 100 kg schwerer als die gleich motorisierte Coupé-Version.
Die Karosserie des Maserati 420 entsprach der des Biturbo 425. Ihre Form war eine Arbeit des ehemaligen Pininfarina-Designers Pierangelo Andreani. Andreani orientierte sich an der Karosserie des Coupés, gleichwohl war der Aufbau der Limousine ein neuer Entwurf. Wegen der geänderten Maße der Limousine, die sowohl länger als auch höher war, konnte kein Karosserieteil des Coupés übernommen werden. Stilistisch und im Hinblick auf die Dimensionen ähnelte der 430 der viertürigen Version des zeitgenössischen 3er-BMW.

### Motor
Wie auch die für den italienischen Markt bestimmten Biturbo-Coupés, wurde der 420 von einem Sechszylinder-V-Motor mit 2,0 Litern Hubraum angetrieben. Der Motorblock bestand aus Aluminium, der Zylinderbankwinkel betrug 90 Grad. Jeder Zylinder hatte zwei Einlassventile und ein Auslassventil. Für jede Zylinderreihe gab es eine Nockenwelle, die von einem gemeinsamen Zahnriemen angetrieben wurden. Die Zylinderlaufflächen waren mit Nikasil beschichtet. Zur Leistungssteigerung waren die Motoren mit zwei Abgasturboladern von IHI versehen. Serienmäßig war ein Ladeluftkühler eingebaut. Innerhalb der Produktionszeit des Modells gab es unterschiedliche Formen der Gemischaufbereitung:
- In der ersten, 1985 vorgestellten Version hatte der 420 wie auch das Biturbo-Coupé einen Registervergaser von Weber (Typ 42 DCNVH). Der Motor trug die Bezeichnung Tipo AM 452.[8] Dieses System wurde bereits bei seiner Einführung als veraltet kritisiert.[9] Wie beim Coupé gab es zwei verschiedene Leistungsstufen: eine Basisversion mit 185 PS (136 kW) und eine sportliche, im Verhältnis 7,8:1 statt 7,4:1 verdichtete S-Version mit 210 PS (154 kW).

- Ab 1986 ersetzte Maserati den Vergaser durch eine elektronisch gesteuerte Benzineinspritzung. Auch diese Ausführung gab es in zwei Leistungsstufen: Die Basisversion (Tipo AM 470) leistete 138 kW (188 PS), die leistungsgesteigerte Si-Version (Tipo AM 471) gab 162 kW (220 PS) ab. Die Einspritzanlage verbesserte die Starteigenschaften des Motors bei hohen Temperaturen und das Ansprechverhalten bei niedrigen Drehzahlen. Damit waren wesentliche Kritikpunkte an den frühen Biturbo-Modellen beseitigt.[10]

### Kraftübertragung
Serienmäßig waren alle Biturbo-Modelle mit einem handgeschalteten Fünfganggetriebe von ZF ausgestattet. Wahlweise war ein automatisches Dreiganggetriebe von BorgWarner erhältlich. Über eine geteilte Kardanwelle wurden die Hinterräder angetrieben.

### Fahrwerk
Die Vorder- und Hinterräder waren einzeln aufgehängt. Vorn und hinten wurden Schraubenfedern und hydraulische Teleskopstoßdämpfer verwendet, vorne als MacPherson-Federbeine und hinten zusammen mit Schräglenkern. An beiden Achsen gab es Stabilisatoren. Verzögert wurde mit servounterstützten Scheibenbremsen von ATE. Zeitgenössische Testberichte kritisierten das Fahrwerk als überfordert; es sei der Motorleistung nicht angemessen. Frühzeitig setze Übersteuern ein, zudem wurden „kräftige Lastwechselreaktionen“ bemängelt.

### Innenraum

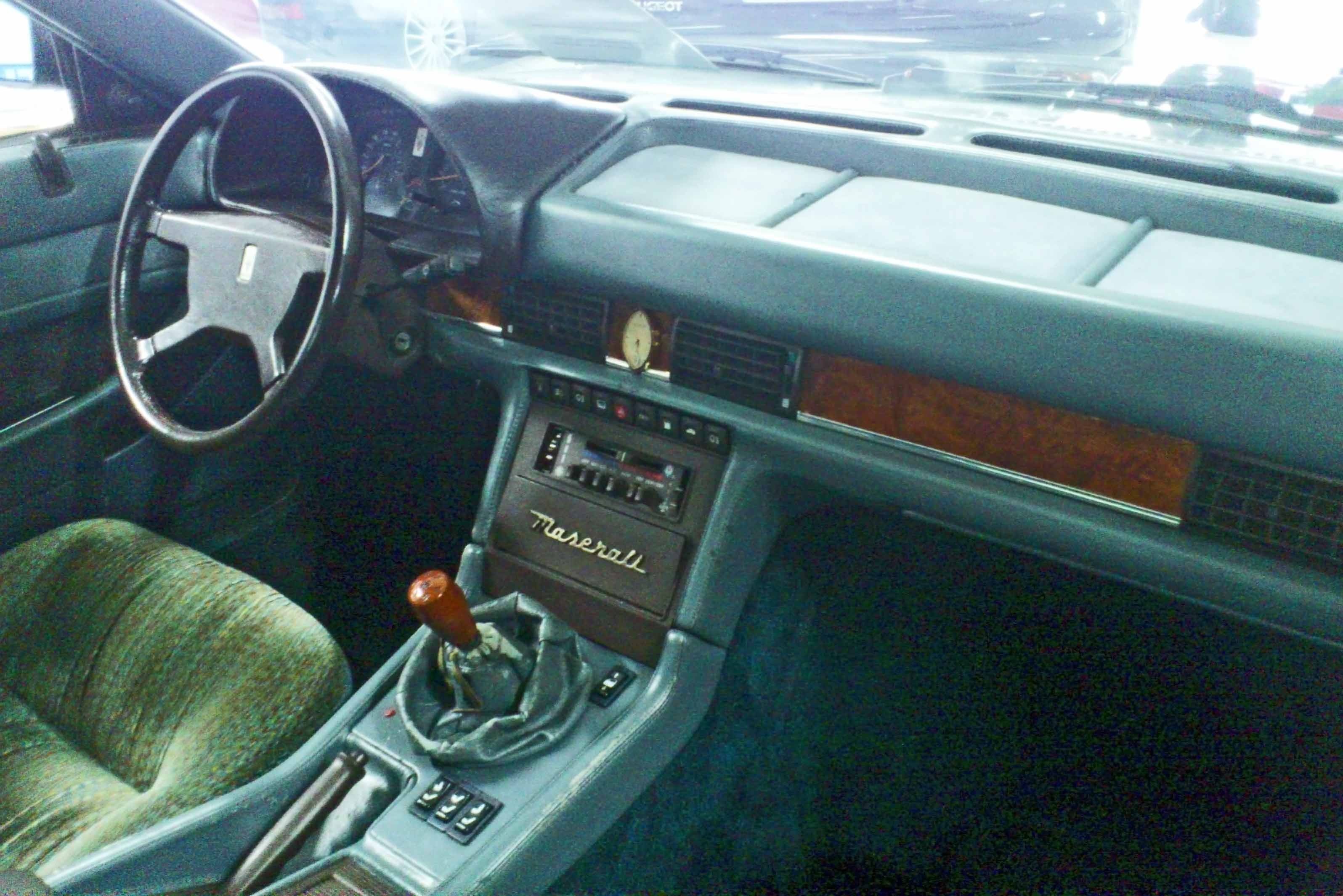
Innenraum: Sitze mit Bezügen von Missoni

Der Innenraum des Biturbo 420 galt ebenso wie der des 425 als besonders hochwertig ausgestattet. Das Armaturenbrett war mit Kunstleder bezogen; der Instrumententräger hatte eine halbrunde Form, wie sie zugleich bei den Coupés eingeführt wurde und dort die bisher eckig eingefasste Einheit ersetzte. Die Sitze hatten serienmäßig einen Stoffbezug, der von Missoni gestaltet war. Wahlweise und gegen Aufpreis waren Sitzbezüge aus gerafftem Leder erhältlich.

## Die einzelnen Modelle
Maserati hatte den Biturbo 420 drei Jahre lang im Programm, und zwar in vier verschiedenen Versionen. Von allen Varianten des Biturbo entstanden zusammen 4766 Exemplare. Die kleiner motorisierte Italien-Ausführung der Biturbo-Limousine war damit erfolgreicher als die Exportversion Biturbo 425, von der in der Zeit von 1983 bis 1987 mit insgesamt 2372 Fahrzeugen nur halb so viele Exemplare produziert wurden.

### Biturbo 420
Der Biturbo 420 war die Basisversion der italienischen Biturbo-Limousinen. Sie hatte den 185 PS starken Vergasermotor in der niedrig verdichteten Ausführung (Tipo AM 452). Das Modell wurde 1985 und 1986 produziert. In dieser Zeit entstanden 2810 Fahrzeuge.

### Biturbo 420 S
Der Biturbo 420 S war das viertürige Parallelmodell zum zweitürigen Biturbo S. Beide Fahrzeuge hatten die höher verdichtete Version des Tipo-452-Motors, die in der Limousine 210 PS leistete, 5 PS mehr als im Coupé. Der 420 S war neben dem regulären 420 im Programm. Die Höchstgeschwindigkeit des Sportmodells lag bei 220 km/h. Maserati übernahm die äußerlichen Gestaltungsmerkmale des zweitürigen Biturbo S auch für den viertürigen 420 S. Auch hier hatte die Motorhaube zusätzliche Lufteinlässe, darunter befinden sich bei der S-Variante die beiden Ladeluftkühler. Der 420 S war ebenfalls werksseitig zweifarbig lackiert; die untere Hälfte der Wagenflanken waren bei jedem Exemplar schwarz. Von 1985 bis 1986 entstanden 254 Exemplare des Biturbo 420 S.

### Biturbo 420 i
Zum Modelljahr 1986 ersetzte der 188 PS starke Einspritzmotor Tipo AM 470 die bisherige Basismotorisierung mit Vergasern. Aus dem Biturbo 420 wurde daraufhin der Biturbo 420 i. Technisch und stilistisch gab es keine Änderungen. Das Modell blieb bis Ende 1987 im Programm. In zwei Jahren entstanden insgesamt 1142 Fahrzeuge dieser Variante.

### Biturbo 420 Si
Der Biturbo 420 Si war die viertürige Version des zweitürigen Biturbo Si. Der 420 Si wurde parallel zum regulären 420 i angeboten. Mit dem 220 PS starken Einspritzmotor Tipo AM 417 war die Limousine nach Werksangaben 228 km/h schnell. Maserati baute bis Ende 1987 insgesamt 524 Exemplare dieses Modells.